# Elsterberger BC
Der Elsterberger BC, kurz für Elsterberger Ballspielclub e. V., ist ein deutscher Fußballclub aus Elsterberg im Vogtlandkreis. Heimstätte des Clubs ist das Wolfgang-Steudel-Stadion Elsterberg.

## Verein
Der Elsterberger BC wurde 1912 aus einer Fusion der Vereine Sportclub 1910 Elsterberg und Sportfreunde Elsterberg in der vogtländischen Kleinstadt gegründet. Der Club spielte bis 1933 in der Gauliga Osterland innerhalb des Verbandes Mitteldeutscher Ballspiel-Vereine (VMBV). Nach Machtübernahme der Nationalsozialisten und Auflösung der Regionalverbände 1933 wurde der Verein vorerst in die drittklassige 1. Kreisklasse eingeordnet. Bereits zur Spielzeit 1934/35 gelang der Aufstieg in die zweitklassige Fußball-Bezirksklasse Plauen-Zwickau. Diese konnte sogleich gewonnen werden, so dass sich Elsterberg für die Aufstiegsrunde zur Gauliga Sachsen 1935/36 qualifizierte, dort jedoch an BC Hartha und am Dresdensia Dresden scheiterte. Überregional trat der EBC im Jahr 1935 in Erscheinung. Nach Siegen über Fortuna Leipzig, den CBC 1899 und Union Oberschöneweide qualifizierte sich der Club für die erste Hauptrunde im Tschammerpokal 1935, in der Elsterberg in zwei Spielen dem 1. SV Jena unterlag.
1945 wurde der Club aufgelöst und als SG Elsterberg neu gegründet. Die Sportgruppe spielte in der Saison 1947/48 für eine Spielzeit in der Landesliga Westsachsen, eine der höchsten Nachkriegsligen der SBZ.
1948 wurde eine Umbenennung in ZSG Elsterberg vollzogen, bereits 1951 folgte eine erneute Namensänderung in BSG Chemie Elsterberg. Auf sportlicher Ebene war Chemie Elsterberg Gründungsmitglied der 1952 gegründeten Bezirksliga Gera. Bereits in den beiden ersten Spielzeiten fuhr die BSG hinter Chemie Jena und Chemie Kahla die Vizemeisterschaft ein, der Aufstieg in die drittklassige II. DDR-Liga gelang Chemie Elsterberg gemeinsam mit Stahl Silbitz und Einheit Rudolstadt im Spieljahr 1957. Aus der II. DDR-Liga stieg Elsterberg postwendend wieder ab, kehrte aber in der Folgesaison wieder zurück. Nach dem Aufstieg fusionierte am 20. Februar 1960 Chemie Elsterberg mit Fortschritt Elsterberg zur BSG Einheit Elsterberg. Die Liga hielt Einheit bis zu deren Auflösung im Jahr 1963.
Im Anschluss pendelte Einheit Elsterberg bis 1990 ausnahmslos zwischen der Geraer Bezirksliga und Bezirksklasse. Seit 1990 trat der Verein unter der Bezeichnung SV Einheit an, 1996 wurde wieder der historische Name Elsterberger BC angenommen. Durch den Übertritt der Stadt Elsterberg von Thüringen nach Sachsen wechselte der Verein 1992 in die Bezirksliga Chemnitz, spielt derzeit aber nur noch im vogtländischen Kreisklassen-Bereich.

## Statistik
- Teilnahme Tschammerpokal 1935
- Teilnahme II. DDR-Liga: 1958, 1960, 1961/62, 1962/63
- Teilnahme FDGB-Pokal: 1962 (1. HR 2:2, 1:5 gegen SC Motor Karl-Marx-Stadt), 1964 (1. HR 1:2 gegen BSG Stahl Eisleben)

## Personen
- Hartmut Rentzsch, Trainer 1987–1994
- Heinz Dietzsch, kam aus der Jugend der BSG Fortschritt Elsterberg, später Sachsenring Zwickau
- Dieter Scheffel, Torwart in der DDR-Oberliga für SC Einheit Dresden

## Logohistorie

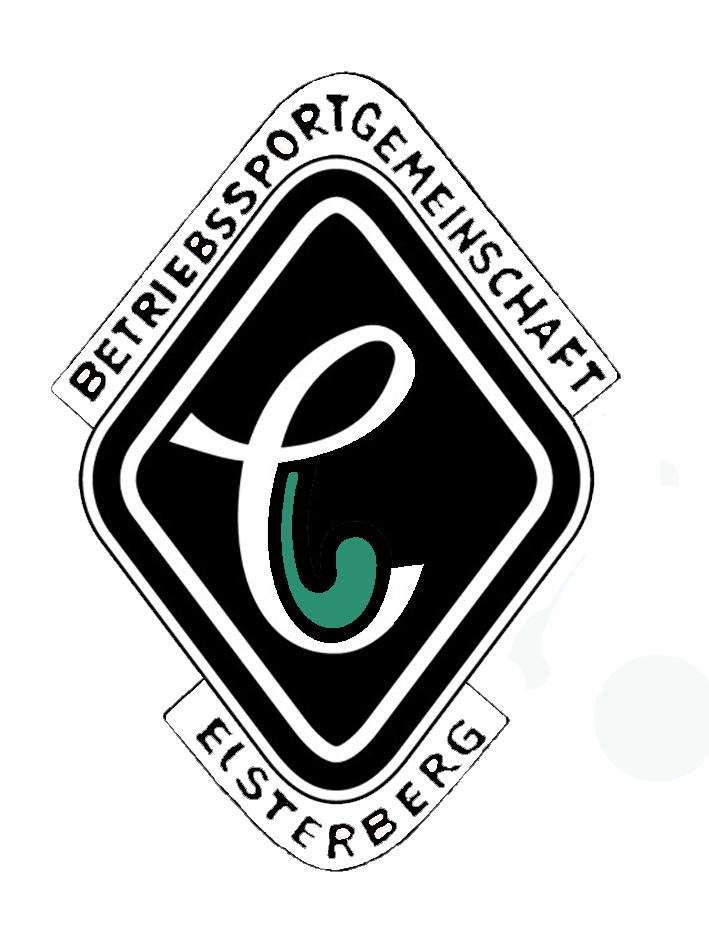
BSG Chemie 1951–1960
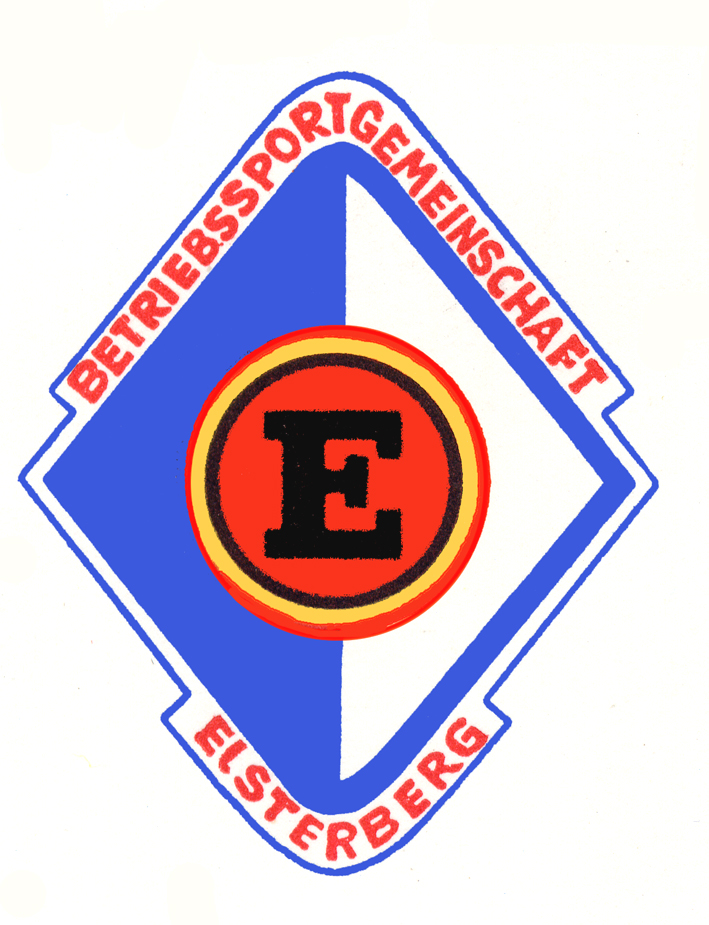
BSG Einheit 1960–1990